# Walter Eglin
Pour les articles homonymes, voir Eglin.
 (octobre 2013).
Walter Eglin, né en 1895 à Känerkinden et décédé en 1966, est un peintre et mosaïste suisse.

## Biographie
Il a été grandement marqué par son enfance dans un monde rural. Son art, d’apparence rustique et locale, est pourtant empreint d’impressions glanées tout autour du monde. Ayant décidé tôt de s’investir dans les arts, le jeune Walter Eglin part pour Munich où la rencontre avec son professeur, le peintre Dallenschart, sera déterminante.
Passionné de pierres, il se tournera vers la quarantaine vers la réalisation de mosaïques. Une des plus connues Mission est celle qui orne la façade d’entrée du bâtiment de l’université de Bâle à la Petersplatz. Au centre de cette mosaïque est représenté l’artiste suisse Fritz Buergin.